# Эдикт Больё
Эдикт в Больё (фр. L’édit de Beaulieu) — эдикт, подписанный 6 мая 1576 года королём Франции Генрихом III в Больё-ле-Лош, с целью прекратить религиозные войны во Франции между католиками и гугенотами. Серия войн началась в 1562 году, и к моменту подписания эдикта шла по счёту пятая война. Целью гугенотов было установление равноправия религий и предоставление особых привилегий гугенотскому дворянству и городам. В итоге к 1575 году в юго-западных провинциях Франции оформилась Гугенотская конфедерация городов и дворянства, имевшая собственную армию и налоговую систему. Эдикт в Больё предоставлял гугенотам свободу вероисповедания на всей территории Франции кроме Парижа и королевского двора, возвращал конфискованные земли и фактически признавал суверенитет Гугенотской конфедерации. Значительные усилия к подписанию этого эдикта приложил брат Генриха III герцог Франсуа д’Алансон, выступивший на стороне гугенотов. Однако Генеральные штаты в Блуа отказались ратифицировать этот эдикт, следствием чего стало возобновление военных действий.